# Hugo Hiriart
Hugo Hiriart (ur. 28 kwietnia 1942 w Meksyku) – pisarz i dziennikarz meksykański, z wykształcenia filozof.
Po polsku ukazała się jego powieść Galaor za którą otrzymał meksykańską nagrodę literacką Premio Xavier Villaurrutia.